# 城西駅
城西駅（しろにしえき）は、静岡県浜松市天竜区佐久間町相月にある、東海旅客鉄道（JR東海）飯田線の駅である。

## 歴史
- 1955年（昭和30年）11月11日：国鉄飯田線の佐久間 - 大嵐間経路変更に伴い、新線上に開業[1][2]。旅客駅[2]。
- 1971年（昭和56年）12月1日：荷物の取扱を廃止[2]。
- 1984年（昭和59年）2月24日：飯田線南部CTC化に伴い無人化[1]。
- 1987年（昭和62年）4月1日：国鉄分割民営化により、東海旅客鉄道の駅となる[2][3]。
- 2008年（平成20年）1月27日：ホーム1面撤去、棒線駅となる[1]。

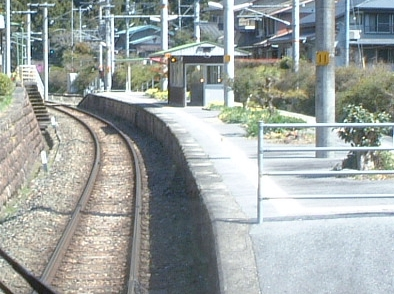
旧1番線撤去前（2007年3月）
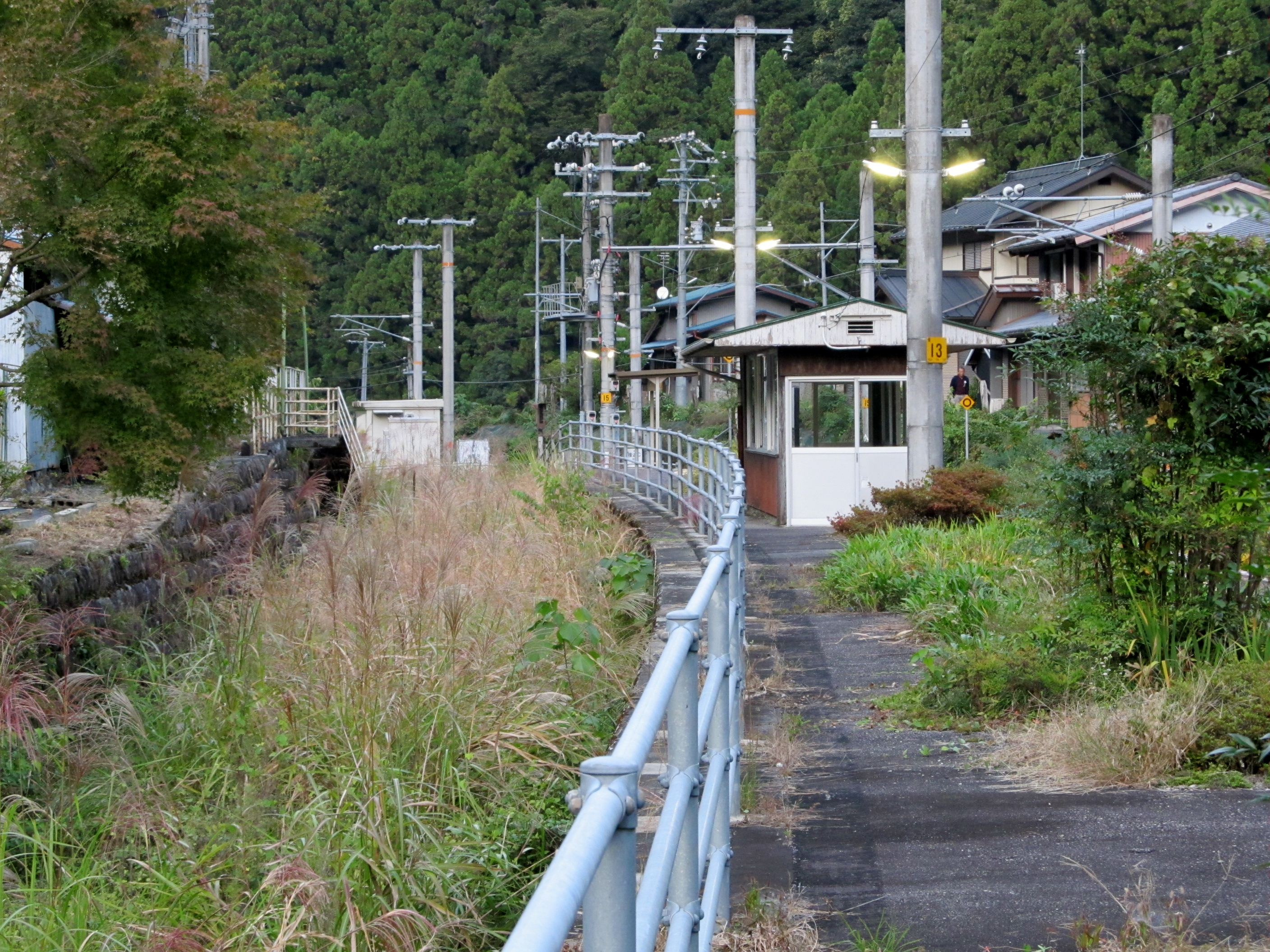
旧1番線撤去後（2022年10月）

## 駅構造
単式ホーム1面1線を有する地上駅である。かつては島式ホーム1面2線と側線を有していたが、2008年（平成20年）1月に1線に減らされた。
中部天竜駅管理の無人駅である。

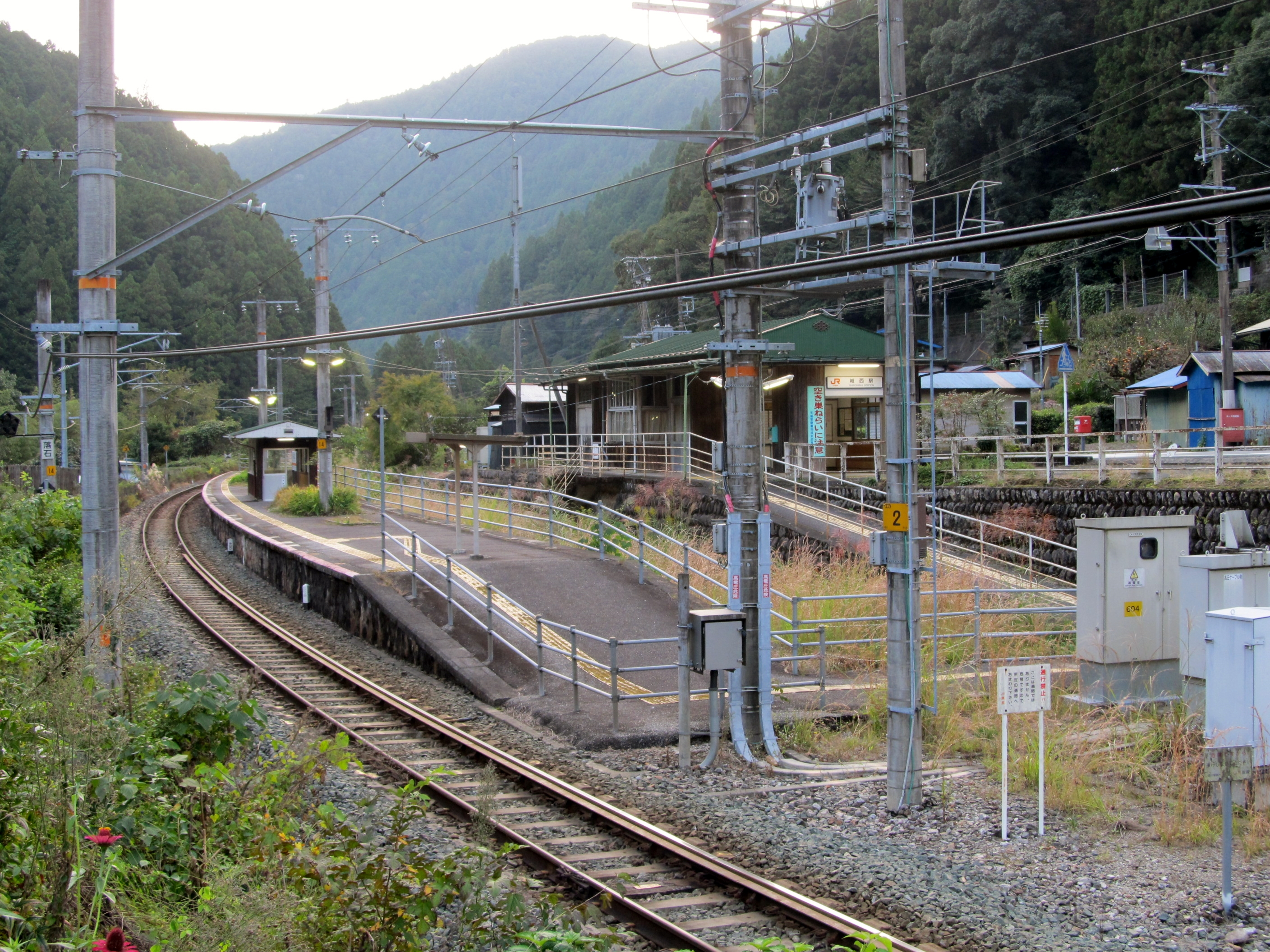
駅構内（2022年10月）

## 利用状況
2021年度（令和3年度）の1日平均乗車人員は8人である。
「静岡県統計年鑑」および「浜松市統計書」によると、1993年度（平成5年度）以降の推移は以下のとおりである。なお、2001年度（平成13年度）- 2006年度（平成18年度）の統計は非公表である。
| 乗車人員推移       | 乗車人員推移     | 乗車人員推移 |
| 年度               | 1日平均 乗車人員 | 出典         |
| ------------------ | ---------------- | ------------ |
| 1993年（平成05年） | 123              | [ 4 ]        |
| 1994年（平成06年） | 129              | [ 4 ]        |
| 1995年（平成07年） | 123              | [ 4 ]        |
| 1996年（平成08年） | 109              | [ 4 ]        |
| 1997年（平成09年） | 110              | [ 4 ]        |
| 1998年（平成10年） | 102              | [ 4 ]        |
| 1999年（平成11年） | 94               | [ 4 ]        |
| 2000年（平成12年） | 85               | [ 4 ]        |
| 2001年（平成13年） | 非公表           | [ 4 ]        |
| 2002年（平成14年） | 非公表           | [ 4 ]        |
| 2003年（平成15年） | 非公表           | [ 4 ]        |
| 2004年（平成16年） | 非公表           | [ 4 ]        |
| 2005年（平成17年） | 非公表           | [ 4 ]        |
| 2006年（平成18年） | 非公表           | [ 4 ]        |
| 2007年（平成19年） | 68               | [ 5 ]        |
| 2008年（平成20年） | 65               | [ 6 ]        |
| 2009年（平成21年） | 55               | [ 7 ]        |
| 2010年（平成22年） | 50               | [ 4 ]        |
| 2011年（平成23年） | 42               | [ 4 ]        |
| 2012年（平成24年） | 30               | [ 4 ]        |
| 2013年（平成25年） | 26               | [ 4 ]        |
| 2014年（平成26年） | 24               | [ 4 ]        |
| 2015年（平成27年） | 20               | [ 4 ]        |
| 2016年（平成28年） | 18               | [ 4 ]        |
| 2017年（平成29年） | 19               | [ 4 ]        |
| 2018年（平成30年） | 18               | [ 4 ]        |
| 2019年（令和元年） | 15               | [ 4 ]        |
| 2020年（令和02年） | 11               | [ 4 ]        |
| 2021年（令和03年） | 8                | [ 4 ]        |

## 駅周辺
- 国道152号
- 城西商店街 - 駅の北側に位置しており、水窪側に10分ほど歩くと、商店街、城西小学校（2017年3月廃校）などにたどり着く。
- 城西郵便局 - 商店街北側の芋掘地区に所在
- 水窪川のほとり
- 当駅と向市場駅の間に、「S型鉄橋」と呼ばれる橋（第6水窪川橋梁。飯田線#第6水窪川橋梁の項を参照のこと）がある。

## バス路線
城西駅前バス停が駅前やや相月駅寄りに設置されている。
- 浜松市自主運行バス北遠本線
  - 水窪駅入口・水窪町方面
  - 相月駅前・西渡・瀬尻・西川・横山車庫・山東・天竜区役所・二俣仲町・西鹿島駅方面
- 佐久間ふれあいバス
  - 曜日によって経路が異なる。土休日運休

## 隣の駅
東海旅客鉄道（JR東海）
CD 飯田線
■快速（上りのみ運転）
佐久間駅 ← 城西駅 ← 水窪駅
■普通
相月駅 - 城西駅 - 向市場駅